# Oligia leleupi
Oligia leleupi là một loài bướm đêm trong họ Noctuidae.